# 양길
양길(梁吉 또는 良吉)은 신라 진성여왕 때의 반란자이다.

## 생애
왕실의 부패로 국정이 문란해지자 북원(北原, 원주) 등 30여 성을 공략, 세력을 폈다. 헌강왕 5년 궁예를 부하로 맞아 여러 지방을 공격하여 영역을 넓혔으나 궁예의 세력이 커지자 이를 두려워하여 죽이려다가 역습을 받아 대패했다. 효공왕 3년(899년) 국원성주 등 10여 성주(城主)를 이끌고 궁예를 공격, 비뇌성(非惱城)에서 싸웠으나 역시 대패하여 도주했다.

## 가계
- 아버지 : 양씨
- 어머니 : 미상
  - 문신 : 양길
  - 부인 : 미상
    - 딸 : 미향

  - 동생 : 명길

## 양길이 등장하는 작품
- 《태조 왕건》(KBS, 2000년~2002년, 배우:이치우)